# جيمس إيفرت تشيس
جيمس إيفرت تشيس (بالإنجليزية: James Everett Chase)‏ هو سياسي أمريكي، ولد في 29 مارس 1914 بوارتون في الولايات المتحدة، وتوفي في 19 مايو 1987 بسبوكين في الولايات المتحدة.